# Željko Đurović
Željko Đurović, akademski slikar, rođen 12. decembra 1956. godine u Danilovgradu (Federativna Narodna Republika Jugoslavija).

## Biografija
Željko Đurović je rođen 12. decembra 1956. godine u Danilovgradu, gde je završio osnovno i srednje obrazovanje. Studije slikarstva, kao i postdiplomske studije završio je na Fakultetu primenjenih umetnosti u Beogradu. Član je ULUS-a i Ex-libris društva iz Beograda. Član je internacionalne grupe umetnika „Libellule“ iz Francuske. Radio je kao vanredni profesor FILUM-a u Kragujevcu, gde je predavao predmet crtanje i slikanje.

## Spisak samostalnih izložbi
- 1980. Danilovgrad, Dom kulture Danilovgrad – crteži (sa Mladenom Đurovićem), tekst u katalogu Mladen Đurović
- 1983. Beograd, Grafički kolektiv – crteži, tekst u katalogu Ratko Božović
- 1984. Danilovgrad, Obrazovni centar – slike
- 1986. Beograd, Galerija Atrijum – crteži
- 1987. Zemun, Galerija Stara kapetanija – slike
- 1987. Titograd, Galerija Dom omladine – slike i crteži, tekst u katalogu Dejan Đorić
- 1990. Sveti Stefan, Galerija Sveti Stefan – grafike
- 1990. Beograd, Galerija Grafički kolektiv – grafike
- 1992. Kragujevac, Mali likovni salon – grafike
- 1993. Beograd, Galerija 12+ – slike
- 1993. Beograd, Galerija Kulturni centar Beograd – slike
- 1996. Podgorica, Centar savremene umetnosti – slike, tekst u katalogu D. J. Danilov
- 1996. Danilovgrad, Centar za kulturu – slike, tekst u katalogu D. J. Danilov
- 1996. Kotor, Galerija Stari grad – slike, tekst u katalogu D. J. Danilov
- 1996. Kragujevac, Mali likovni salon – slike
- 1996. Sombor, Galerija Art – slike i crteži , tekst u katalogu Gordana M. Kelić
- 1997. Beograd, Roff VII Party Gallery, Erotica Party – slike i crteži, tekst u katalogu Gordana M. Kelić
- 1997. Fribur, Švajcarska, zamak Grijer – slike i crteži
- 1997. Beograd, Ruski dom, Jahači sna, Izložba slika – Đurović, Aparin, Tonšić – slike, tekst u katalogu Sreto Bošnjak
- 1998. Nojšatel, Švajcarska, Temple alemand – slike
- 1998. Sombor, Galerija kulturnog centra, Đurović, Ivanović – slike
- 1998. Fribur (Švajcarska), Forum – slike
- 1999. Herceg Novi, Galerija Spinaker – slike
- 2000. Ženeva, Švajcarska, Atelier Jose Roosevelt – slike
- 2001. Beograd, Galerija ULUS-a – slike
- 2003. Tivat, Centar za kulturu – slike i crteži
- 2003. Danilovgrad, Centar za kulturu – slike i crteži
- 2004. Fribur, Švajcarska, Galerie de la Cathedrale – slike
- 2004. Beograd, Galerija Progres – slike i crteži, tekst u katalogu Dragoslav Bokan, Etjen Šaton, Boris Jovanović Kastel
- 2006. Beograd, Galerija Art Point – slike, tekst u katalogu Ana Šćepanović
- 2007. Fribur, Atelie Contraste – crteži i grafike, tekst u katalogu Etjen Šaton
- 2008. Aranđelovac, Galerija 99 – Nedeljković, slike i crteži, tekst u katalogu E. Šaton
- 2010. Beograd, SKC – slike
- 2010. Zemun, Galerija 107, slike
- 2010. Kragujevac, Narodni muzej – slike, crteži i grafike
- 2011. Smederevska Palanka, Željko Đurović i Zoran Ivanović, Narodni muzej u Smederevskoj Palanci, slike i crteži
- 2012. Podgorica, Galerija Centar za savremenu umjetnost Crne Gore, crteži i slike
- 2012. Budva, Galerija hotela „Queen of Montenegro“, crteži i slike.

## Knjige i monografije
- Monografija - CRTEŽI, GRAFIKE EX LIBRIS

## Nagrade i priznanja
Dobitnik 12 nagrada za likovno stvaralaštvo, između ostalog :
- 1998. Prva nagrada Bijenala likovnih i primenjenih umetnosti Srbije, Smederevo 98.
- 1999. Specijalna nagrada žirija fondacije „MC Echer“, Holandija.
- 2005. Prva nagrada za slikarstvo, VIII međunarodni bijenale umetnosti minijatura, Gornji Milanovac.
- 2016. Nagrada „Momo Kapor“ za likovnu umetnost.

## Zanimljivosti
Zastupljen je u 27 knjiga iz oblasti umetnosti, kao i na preko 200 internet adresa. Veb sajt www.zeljkodjurovic.com je dobitnik 11 internet nagrada.
Radovi se nalaze u:
- Narodni muzej Beograd, Kabinet grafike
- Internacionalni muzej za fantastičnu umetnost zamak Gruyeres, Švajcarska
- Narodni muzej Kragujevac, Kragujevac
- kao i u mnogim privatnim zbirkama u zemlji i inostranstvu

## TV emisije
IZA RAJSKIH VRATA, Kulturno-obrazovni program, urednici Božidar Nikolić, Vesko Butrić, režija Ramadan Demirović, RTS-TVB 2008.
O UMETNIKU, TV Politika, 09.04.2003.
IN FAMILJ – U poseti kod Željka Đurovića, TV IN, Crna Gora, autor Marija Razić, 2002.

## Aktivnosti
- 1991. učestvovao je na izložbi Susret savremenog evropskog slikarstva u organizaciji Galerije Ardeco iz Avinjona (Francuska)
- 1991. za Atelier Contraste iz Fribura (Švajcarska), pozivno radi grafiku za Prix Contraste de l' Estampe Originale
- 1994. učestvovao je, kao jedini jugoslovenski slikar, na Prvoj svetskoj izložbi fantastične umetnosti pod nazivom Du Fantastique au Visionnaire održanoj u Veneciji
- 1995. učestvovao je na međunarodnoj izložbi savremene umetnosti Budapest Art Expo u Budimpešti
- 1996. učestvovao je na izložbi Europart, Ženeva (Francuska)
- 1996. predstavljen je u Enćclopedia bibliographical of the Art Contemporaru Exlibris No 19, Artur Mario da Mota Miranda, Portugal
- 1998.Narodni muzej Beograd, Otvorena grafička radionica – autor demonstrira izradu grafičke ploče u tehnici mecotinte
- 1998. Grafički atelje Contraste iz Friburga (Švajcarska), naručuje i otkupljuje grafičku ploču u tehnici mecotinte i štampa je u tiražu 59+10 autorskih otisaka za kolekcionare
- 2001. učestvovao je na izložbi fantastične i vizionarske umetnosti Tra Sogno e Magia, Comune di Piombino, Italija
- 2006, 2007, 2008. 2009. Salon Comparaison, Pariz, Grand Palais
- 2008. L’ange exquis, etre ange etrange, Chaumont, Francuska
- 2009. L’ange exquis, Chateau de Vascoeuil, Francuska
- 2009. Po izboru američkih kritičara uvrscen u 14 umetnika iz Evrope za izlaganje na VISIONARY ART SHOW
- 2009. Učestvuje na izlozbi GENESIS, Chalk Farm Gallery, Santa Fe, SAD
- 2009. Salon International des Arts Visionnaires, CHIMERIA, Sedan, Francuska
- 2009. Grand Prix Internazionale, „Italia“, Castroreale, Sicilija
- 2009. ucestvuje na izlozbi WAF, Los Andjeles, SAD
- 2010. International Mezzotint Festival, Ekaterinburg, Rusija

## Spoljašnje veze
- Zvanična prezentacija
- http://www.kg.ac.rs/uplf/zeljko_djurovic_31082012.pdf
- https://web.archive.org/web/20150924013141/http://www.filum.kg.ac.rs/images/CVZeljko_Dj.pdf